# ماهو فلم
شركة ماهو فيلم المحدودة (باليابانية: 株式会社Maho Film، بالروماجي: Kabushiki-gaisha Maho Film) هو استوديو رسوم متحركة ياباني، تأسس في 29 مايو عام 2018، ويقع مقره في سوغينامي في طوكيو.

## أعمال الاستوديو

### مسلسلات أنمي تلفزيونية
| العنوان                                  | المخرج         | تاريخ بداية العرض | تاريخ نهاية العرض | عدد الحلقات | المراجع |
| ---------------------------------------- | -------------- | ----------------- | ----------------- | ----------- | ------- |
| من أجل ابنتي، فسأهزم حتّى ملك الشّياطين    | تاكيوكي ياناسي | 4 يوليو 2019      | 19 سبتمبر 2019    | 12          | [ 2 ]   |
| I'm Standing on a Million Lives          | كوميكو هابارا  | 2 أكتوبر 2020     | 18 ديسمبر 2020    | 12          | [ 3 ]   |
| الرجل الذي اختارته الآلهة                | تاكيوكي ياناسي | 4 أكتوبر 2020     | 20 ديسمبر 2020    | 12          | [ 4 ]   |
| I'm Standing on a Million Lives Season 2 | كوميكو هابارا  | 9 يوليو 2021      | TBA               | TBA         | [ 5 ]   |
| في أرض ليدال                             | تاكيوكي ياناسي | TBA               | TBA               | TBA         | [ 6 ]   |

## وصلات خارجية
- الموقع الرسمي (باليابانية والإنجليزية)
- ماهو فلم على موقع IMDb (الإنجليزية)